# فينس لورانس
فينس لورانس (بالإنجليزية: Vince Lawrence)‏ هو منتج أسطوانات وملحن أمريكي، ولد في 6 يناير 1964 في شيكاغو في الولايات المتحدة.

## وصلات خارجية
- فينس لورانس على موقع ميوزك برينز (الإنجليزية)
- فينس لورانس على موقع أول ميوزيك (الإنجليزية)
- فينس لورانس على موقع ديسكوغز (الإنجليزية)